# بالستیک ریکاوری سیستمز
بالستیک ریکاوری سیستمز (انگلیسی: Ballistic Recovery Systems) شرکت هوافضای آمریکایی است، که در سال ۱۹۸۰ تأسیس شد.